# Helfštýn
Helfštýn, o Helfštejn (en alemán: Helfenstein, Helfstein), es un castillo emplazado a 15 km al este de Přerov, en la región de Olomouc (Moravia Central, República Checa. La historia de Helfštýn está estrechamente relacionada con el desarrollo de la cercana localidad de Lipník nad Bečvou, que cuenta con una serie de valiosos monumentos arquitectónicos, entre ellos el castillo clásico y una de las sinagogas más antiguas del gótico tardío en la República Checa. 
Las ruinas del castillo se alzan sobre una loma alta y boscosa sobre la parte más estrecha de la Puerta Morava y sobre la margen izquierda del río Bečva. El complejo mide 187 m de largo y hasta 152 m de ancho. Es uno de los castillos más extensos de la República Checa. 

## Historia
El castillo probablemente fue establecido a finales del siglo XIII por el caballero merodeador Friduš (o Helfrid) de Linava, quien lo utilizó como cuartel para asaltar a mercaderes durante los tiempos convulsos que siguieron al asesinato de Wenceslao III, el último premíslida, en 1306. Como las escapadas de Friduš no podían ser ignoradas, el joven rey Juan de Luxemburgo envió a sus tropas para lidiar con los bandidos. Aunque Friduš murió, dio su nombre al castillo. A principios del siglo XIV, la familia Kravař lo adquirió, después de lo cual se convirtió en el centro de sus extensas propiedades. Durante los siglos XIV y principios del siglo XV, el castillo fue remodelado como una fortaleza gótica. Los señores de Kravař poseyeron el castillo hasta 1447, y luego pasó principalmente por varias familias nobles de Moravia, entre ellas las familias Sovinec, Kostek, Pernštejn, Ludanice y Vrbno. Esta estructura inexpugnable soportó varios asedios. Fue un importante bastión husita contra la ciudad católica alemana de Olomouc y también actuó en apoyo del rey Jorge de Poděbrady contra el rey húngaro Matías Corvino, que no pudo derrotar a las tropas del rey y capturar la fortaleza en 1468. Ni siquiera los suecos y los daneses lograron capturarlo durante la Guerra de los Treinta Años.

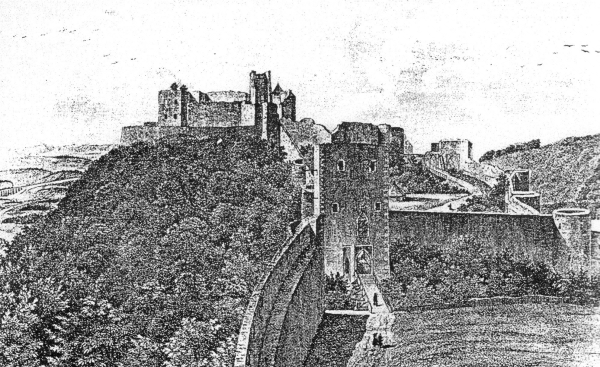
Dibujo de Helfštejn en 1848, obra de F. A. Heber

El castillo adquirió su forma alargada actual siendo propiedad de Vilém de Pernštejn, a principios del siglo XVI, cuando se agregó la red de bastiones y salas exteriores fortificadas y se cambió el sistema de torres y puertas. En 1662 fue confiscado después de la Batalla de la Montaña Blanca y se convirtió en propiedad de los Ditrichštejn. En la segunda mitad del siglo XVI, se construyó un palacio renacentista con una capilla en el sitio de la sala interior, y los Pernštejn terminaron el gran proyecto de construcción en Helfštýn. 
En el siglo XVII, el castillo se convirtió en una fortaleza casi inexpugnable contra la amenaza turca a Moravia. Poco después, sin embargo, fue abandonado, y en el siglo XVIII, la banda de salteadores de Onderka se instaló en el castillo. Al final fue destruido con la aprobación de los Ditrichštejn. A partir del siglo XIX se convirtió en un destino popular para las almas románticas. La conservación de las ruinas se inició en 1911 y se ha llevado a cabo una extensa investigación arqueológica a partir de 1978.

## Descripción
Helfštejn tiene cinco puertas y cuatro patios. Al lado de la entrada hay un restaurante recientemente incorporado. Las bodegas del palacio albergan exposiciones permanentes sobre el arte del herrero y el funcionamiento de la ceca. Las antiguas murallas ahora sirven como terrazas de observación. Una gran piedra marca la entrada a un pozo, supuestamente utilizado por un demonio para escoltar a Friduš directamente al infierno. 
El Hefaiston es un encuentro anual de maestros herreros de muchos países. Ejemplos de su arte se exhiben permanentemente alrededor del castillo. La antigua panadería del castillo hoy alberga un taller de herrería, aunque también se puede ver la herrería original. Otros eventos festivos se llevan a cabo en el castillo, incluyendo representaciones teatrales, bailes y exhibiciones de esgrima.

## Galería

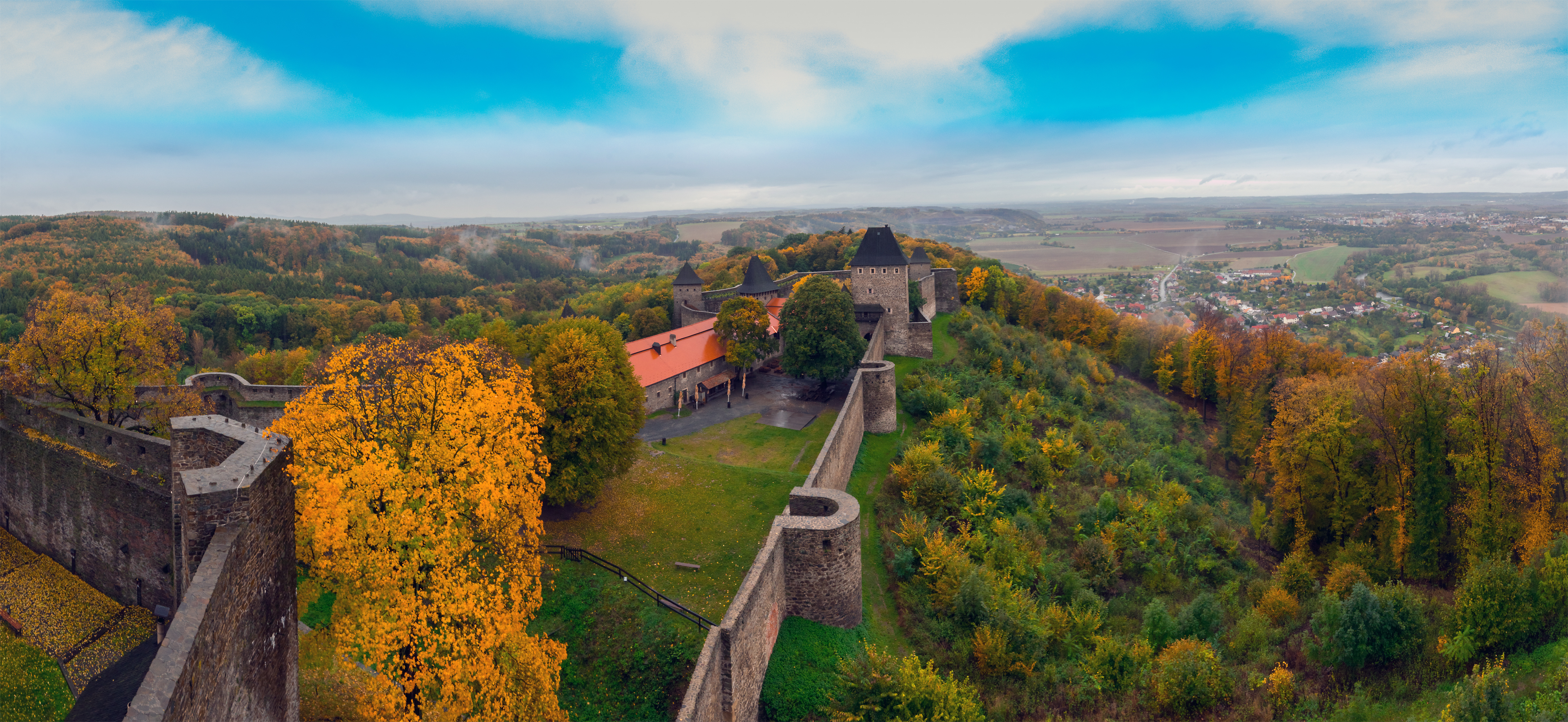
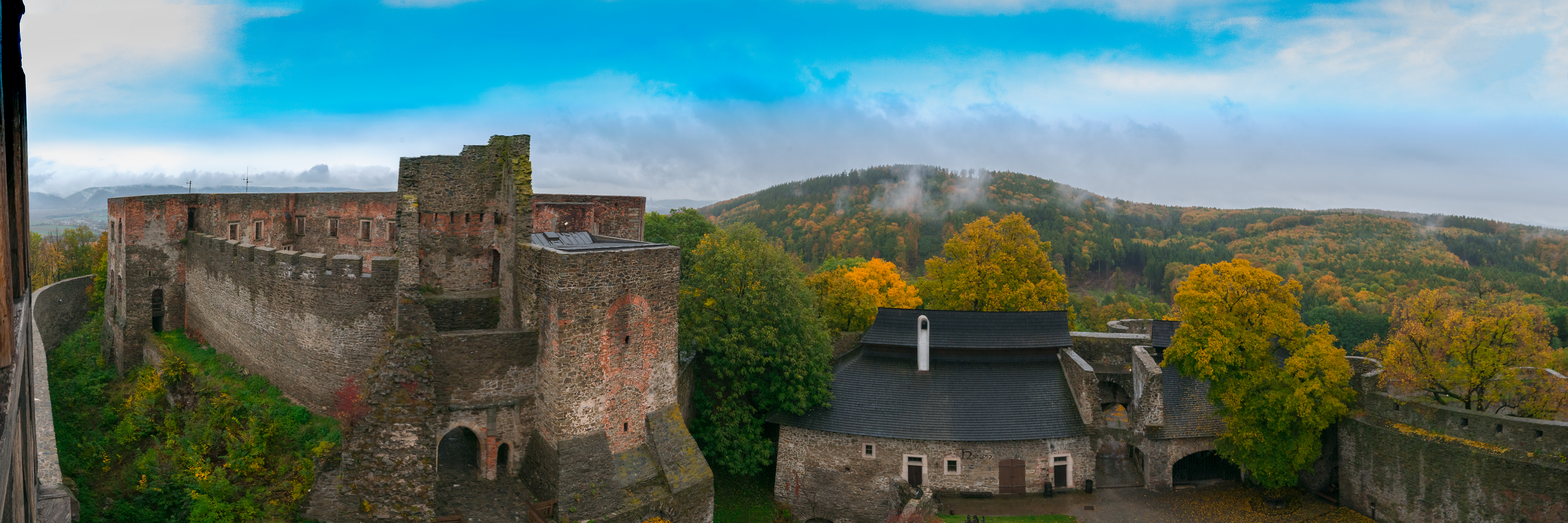